# Giàn khoan nửa chìm nửa nổi

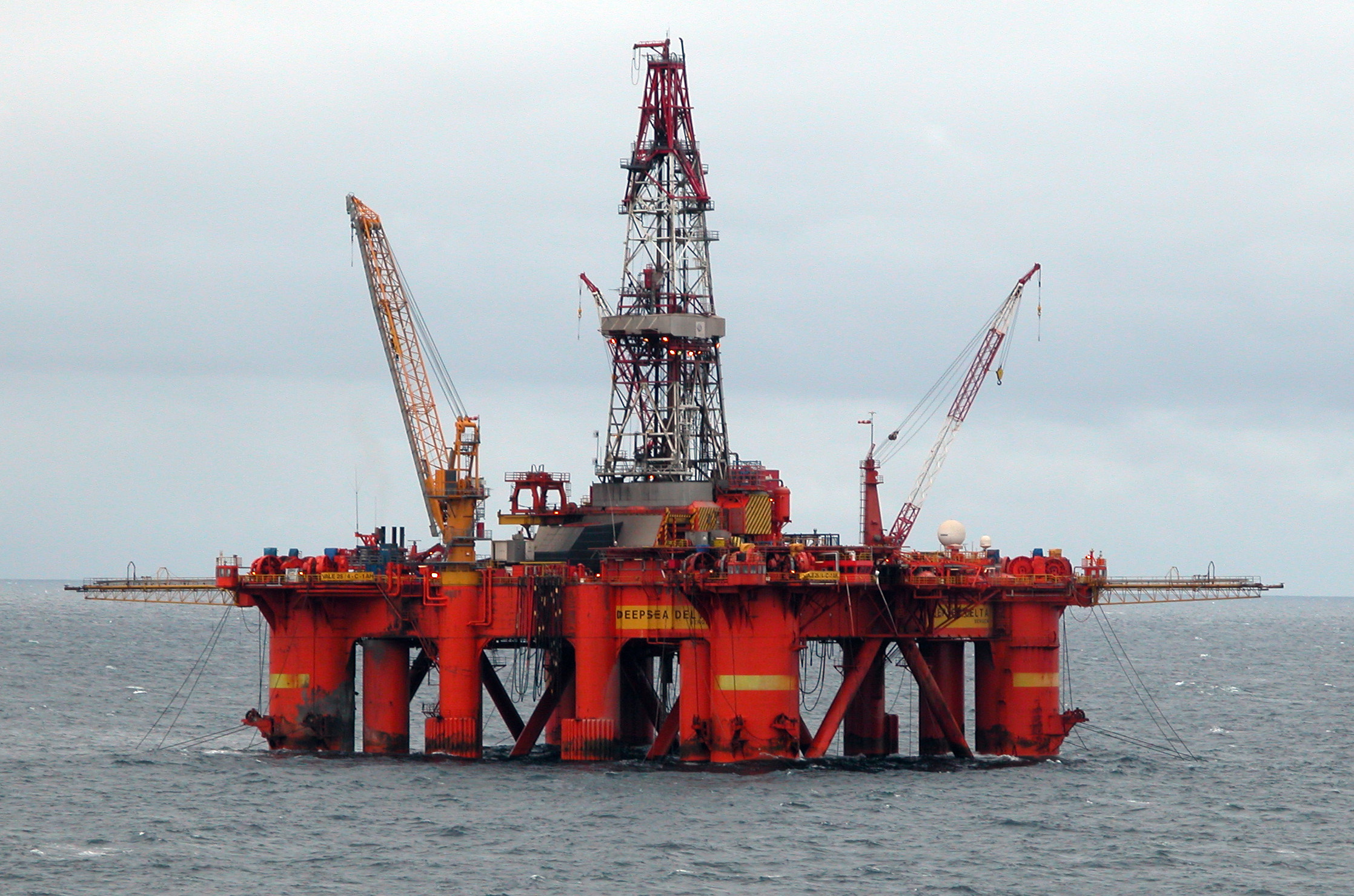
Giàn khoan bán tiềm thủy Deepsea Delta đang hoạt động ở Biển Bắc.

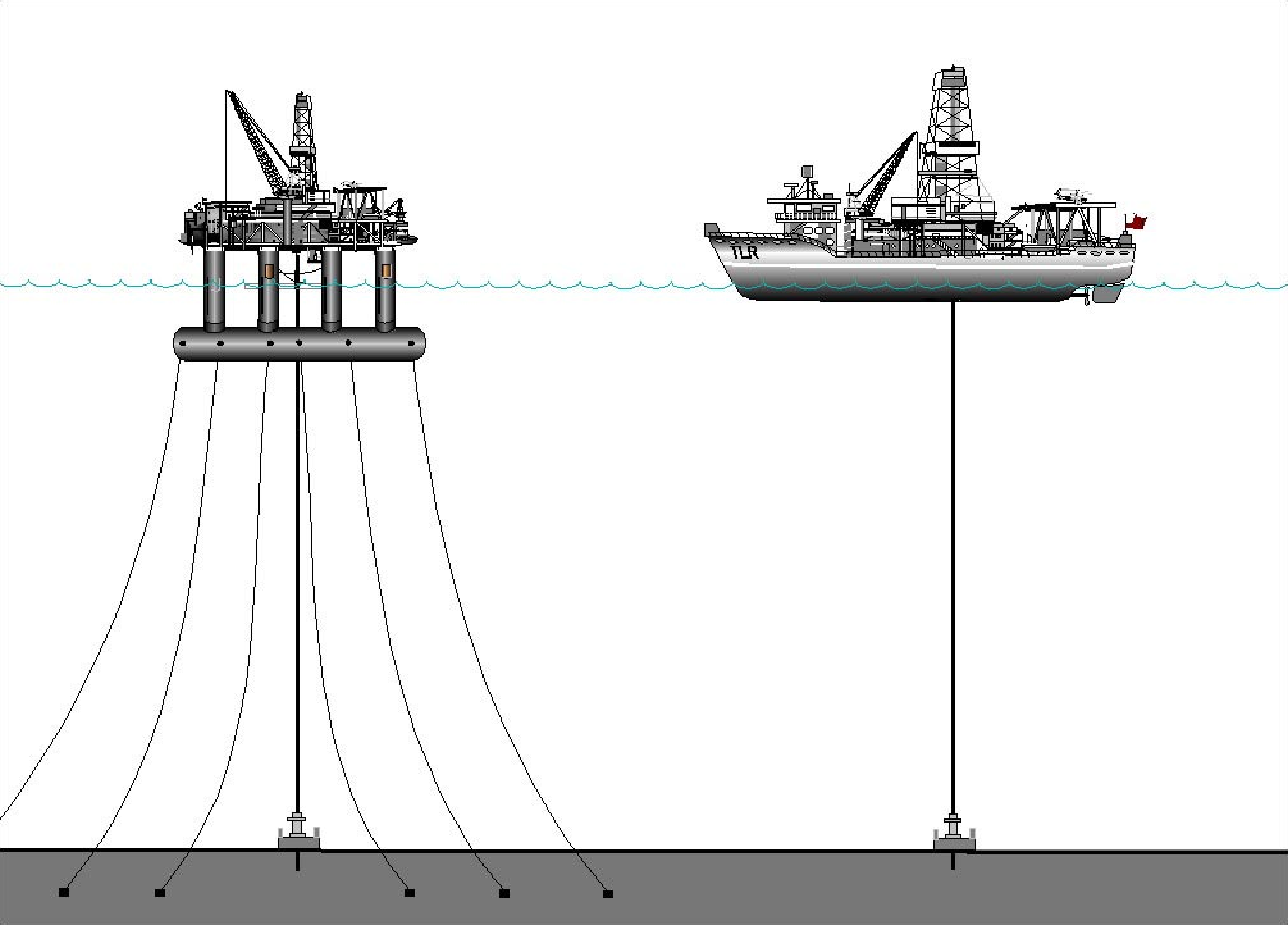
So sánh giữa giàn khoan bán tiềm thủy nước sâu và tàu khoan.

Giàn khoan nửa chìm nửa nổi, còn gọi là Giàn khoan bán tiềm thủy là một công trình nổi trên biển chuyên dụng để khoan thăm dò và khai thác dầu khí, có dạng bè mảng nửa chìm nửa nổi nên có khả năng tự ổn định tốt trong môi trường biển và đại dương. Giàn khoan này được sử dụng trong các môi trường biển đặc biệt như các giàn khoan xa bờ, tàu an toàn, giàn khai thác dầu và cẩu hạng nặng.

## Đặc điểm
Khi khoan trong môi trường nước sâu hơn khoảng 120 m các hệ thống vận hành thường được lắp đặt trên một công trình nổi, vì các kết cấu cố định thì không khả thi. Vào đầu thập niên 1950, tàu monohull đã được sử dụng giống như CUSS I, nhưng dao động của nó theo các đợt sóng lớn tăng lên đáng kể, chính vì thế cần một kết cấu giàn khoan ổn định hơn.
Giàn khoan bán tiềm thủy đạt được những tiêu chí đấy do khả năng nổi của nó dựa trên các phao dằn chìm dưới mặt biển để tránh tác động của sóng. Kết cấu thượng tầng (̣phần nổi bên trên) có thể được điều chỉnh cao hơn mặt nước biển do khả năng ổn định của nó như đã được thiết kế, và do đó phần nổi được giữ ổn định khỏi tác động của sóng. Các cấu trúc cột liên kết các phao và phần nổi.
Với một cấu trúc đồ sộ nằm ở một độ sâu cho trước dưới mực nước biển, giàn khoan bán tiềm thủy ít chịu tác động của áp lực sóng hơn tàu bình thường. Với một vùng mặt nước nhỏ, giàn khoan bán tiềm thủy nhạy cảm đối với các thay đổi về tải trọng, và do đó phải cẩn thận chọn chiều của lực để duy trì độ ổn định. Không giống như tàu ngầm hay submersible, trong khi vận hành bình thường, giàn khoan bán tiềm thủy không bao giờ chìm hoàn toàn trong nước.

## Lịch sử

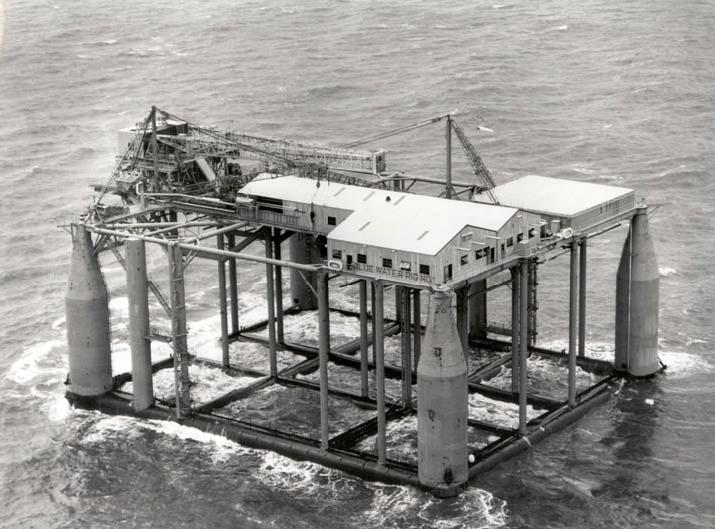
Giàn khoan Blue Water Rig No. 1

Bản thiết kế của giàn khoan bán tiềm thủy được đưa ra lần đầu tiên cho các hoạt động khoan xa bờ. Bruce Collipp của Shell được xem là nhà phát minh ra nó.

## Giàn khai thác dầu xa bờ
Khi khi khai thác mỏ dầu xa bờ, giàn khoan bán tiềm thủy được sử dụng với chức năng khoan và khai thác. Loại giàn khoan này tiết kiệm chi phí và rất ổn định. Giàn khai thác bán tiềm thủy nổi đầu tiên là Argyll FPF được chuyển từ giàn khoan bán tiềm thủy Transworld 58 vào năm 1975 sử dụng cho mỏ dầu Argyll Hamilton Brothers North Sea.
Khi ngành công nghiệp dầu khí vươn tới những vùng nước sâu hơn và trong môi trường khắc nghiệt, thì các giàn khai thác bán tiềm thủy chuyên dụng được thiết kế để đưa vào sử dụng. Giàn khai thác bán tiềm thủy chuyên dụng đầu tiên được sử dụng ở mỏ Balmoral, biển Bắc UK năm 1986.
Dưới đây liệt kê tóm tắt một số giàn khai thác dầu bán tiếm thủy xa bờ.
| Loại tàu              | Mỏ                                            | Khu vực             | Độ sâu (m) | Rẽ nước (Te) | Cty vận hành              | Bắt đầu | Thiết kế                    | Xây dựng                                   | Ghi chú                                                                                     |
| --------------------- | --------------------------------------------- | ------------------- | ---------- | ------------ | ------------------------- | ------- | --------------------------- | ------------------------------------------ | ------------------------------------------------------------------------------------------- |
| Argyll FPU            | Mỏ dầu Argyll                                 | Biển Bắc thuộc UK   | 150        | 34.000       | Agip                      | 1975    |                             |                                            | Converted from Transocean 58 MODU. First semi-submersible production platform.              |
| Buchan A              | Mỏ dầu Buchan                                 | UK North Sea        | 160        | 18.995       | Talisman                  | 1981    | Brown & Root                | Scott Lithgow                              | Cải biến từ Drillmaster MODU cho BP                                                         |
| P-09                  | Mỏ dầu Corvina                                | Brazil              | 230        | 22.896       | Petrobras                 | 1983    | Aker                        | Mitsui                                     | Cải biến Aker H-3e                                                                          |
| P-15                  | Pirauna                                       | Brazil              | 243        | 21.616       | Petrobras                 | 1983    | Mitsubishi Heavy Industries | Mitsubishi Heavy Industries                | Cải biến thiết kế Mitsubishi MD-503                                                         |
| P-12                  | Mỏ dầu Linguado / Badejo                      | Brazil              | 100        | 22.896       | Petrobras                 | 1984    | Aker                        | Mitsui, Nhật Bản                           | Thiết kế Aker H-3e                                                                          |
| P-21                  | Mỏ dầu Badejo / Salema                        | Brazil              | 112        | 10.765       | Petrobras                 | 1984    | Earl & Wright               | Montreal Engineering, Rio de Janeiro       | Cải biến của gìn khoan Sedco Staflo                                                         |
| Deepsea Pioneer FPU   | Mỏ dầu Argyll & Duncan                        | Biển Bắc UK         | 150        | 34.000       | Agip                      | 1984    |                             |                                            | Cải biến từ giàn khoan Deepsea Saga                                                         |
| P-22                  | Morela                                        | Brazil              | 114        | 17.440       | Petrobras                 | 1986    | Frede & Goldman             | Montreal Engineering                       | Cải biến từ giàn khoan Sedco 135F                                                           |
| Balmoral FPV          | Mỏ dầu Balmoral (+4)                          | Biển Bắc UK         | 150        | 30.983       | Premier Oil               | 1986    | GVA                         | Götaverken, Sweden                         | Giàn bán tiếm thủy dùng cho khai thác đầu tiên.                                             |
| P-07                  | Mỏ dầu Bicudo                                 | Brazil              | 207        | 20.493       | Petrobras                 | 1988    | Aker                        | Raumer-Repola hay Ishibras Shipyard, Rio ? | Cải biến từ giàn khoan Aker H-3 Bendoran                                                    |
| Veslefrikk B          | Mỏ dầu Veslefrikk                             | Biển Na Uy          | 175        | 43.305       | Statoil                   | 1989    | Aker                        | Daewoo, Korea                              | Cải biến từ giàn khoan West Vision. Giàn khoan nổi đầu tiên ở Na Uy.                        |
| AH001                 | Ivan Hoe Rob Roy Oil Field                    | Biển Bắc UK         | 140        | 26.639       | Amerada Hess              | 1989    | Brown & Root                | Highland Fabricators, Nigg                 | Cải biến từ tàu khoan Philips SS Sedco700                                                   |
| P-20                  | Marlim                                        | Brazil              | 625        | 25.983       | Petrobras                 | 1992    | GVA                         | Astileros, Tây Ban Nha                     | Mẫu GVA4000. Cải biến từ giàn khoan Illiad do Nga sản xuất.                                 |
| P-08                  | Mỏ dầu Marimba                                | Brazil              | 423        | 20.990       | Petrobras                 | 1993    | CENPES                      | Tangenge, Niteroi, Brazil                  | Cải biến từ giàn khoan Songa Star / Belford Dolphin                                         |
| P-13                  | Mỏ dầu Bijupira / Salema                      | Brazil              | 625        | 22.243       | Queriz Galvao Perfuracoes | 1993    | CFEM                        | UIE, Clydesbank ?                          | Cải biến                                                                                    |
| P-14                  | Coral / Esrela / Caravela Oil Fields          | Brazil              | 195        | 22.243       | Petrobras                 | 1993    | CFEM                        | CFEM, Brazil ?                             | Cải biến                                                                                    |
| P-18                  | Marlim                                        | Brazil              | 910        | 36.100       | Petrobras                 | 1994    | GVA                         | Tenege / FELS                              | Mẫu GVA4500                                                                                 |
| Troll B FPU           | Troll gas field                               | Norwegian Sea       | 339        | 188.968      | Statoil                   | 1995    | Kvaerner/Doris              | Kvaerner Rosenberg                         | Kết cấu bê tông.                                                                            |
| Nan Hai Tiao Zhan     | Luihua                                        | South China Sea     | 300        | 0,000        | CNOOC                     | 1995    | Reading & Bates             | Keppel FELS                                | Cải biến từ giàn khoan Sedco700 West Stadrill cho Amoco                                     |
| P-25                  | Mỏ dầu Albacora II                            | Brazil              | 252        | 25.983       | Petrobras                 | 1996    | CENPES                      | Ultratec                                   | Cải biến giàn khoan Zapat-4000                                                              |
| P-27                  | Voador                                        | Brazil              | 533        | 41.659       | Petrobras                 | 1996    | FELS / Obdebrecht           | Levingston                                 | Cải biến giàn khoan Penrod Pardill 71                                                       |
| Innovator             | Marlim                                        | Gulf of Mexico      | 914        | 0.000        | ATP                       | 1996    | GVA                         |                                            |                                                                                             |
| Tahara                | PY-3                                          | Indian Ocean        | 339        | 55,000       | Hardy oil and gas         | 1997    | Earl & Wright               | Hup Seng Engineering                       | Cải biến mẫu Sedco-135                                                                      |
| Njord A               | Njord Oil Field                               | Norwegian Sea       | 330        | 45.077       | Statoil                   | 1997    | Aker                        | Aker Verdal                                | Thiết kế nguyên thủy cho Norsk Hydro dựa trên P-45 ?                                        |
| P-19                  | Marlim                                        | Brazil              | 770        | 33,400       | Petrobras                 | 1997    | IVI/Sadevegesa consortium   | Hitachi Zosen                              | Cải biến từ giàn khoan Enchanced pacesetter.                                                |
| Janice A              | Janice Oil Field                              | UK North Sea        | 80         | 0,000        | Anadarko                  | 1999    | Aker                        | McNulty                                    | Cải biến từ tàu khoan Aker H3.2                                                             |
| Visund                | Visund                                        | Biển Na Uy          | 335        | 52.600       | Statoil                   | 1999    | GVA                         | Umoe Mandal                                | Mẫu GVA8000                                                                                 |
| Troll C FPU           | Mỏ khí Troll                                  | Biển Na Uy          | 339        | 54.377       | Statoil                   | 1999    | GVA                         | HHI, S.Korea                               | Mẫu GVA 8000                                                                                |
| P-26                  | Marlim                                        | Brazil              | 515        | 27.656       | Petrobras                 | 2000    | Astilleros                  | Astilleros, Tây Ban Nha                    | Tái sử dụng từ giàn P-20 ?                                                                  |
| Åsgard B              | Åsgard                                        | Norwegian Sea       | 320        | 84,848       | Statoil                   | 2000    | GVA                         | Daewoo, S. Korea                           |                                                                                             |
| P-36                  | Roncador                                      | Brazil Campos Basin | 1,360      | 0,000        | Petrobras                 | 2000    | SBM Atlantia                | Davie Shipbuilding, Canada                 | Cải biến từ giàn khoan Spirit of Columbus và bị chìm năm 2001                               |
| Snorre B FDPU         | Mỏ dầu Snorre                                 | Biển Na Uy          | 350        | 56,600       | Statoil                   | 2001    | Aker                        | Dragados                                   | Thiết kế nguyên thủy cho Saga                                                               |
| P-51                  | Mỏ dầu Marlim Sul                             | Brazil Campos Basin | 1,255      | 80,114       | Petrobras                 | 2001    | Aker                        | Keppel FELS                                | Mẫu Aker DDS                                                                                |
| SS-11                 | Coral                                         | Brazil              | 145        | 0,000        | Petrobras                 | 2003    | Breit                       | Bethlehem Steel                            | Cải biến                                                                                    |
| Nakika                | Kepler, Ariel, Fourier, Herschell & E. Anstey | Gulf of Mexico      | 936        | 64,000       | BP                        | 2003    | ABB Lumus                   | HHI, S.Korea                               | Được xây dựng cho Shell, nhưng BP vận hành                                                  |
| P-40                  | Marlim Sul                                    | Brazil              | 1,080      | 0,000        | Petrobras                 | 2004    | PROJEMAR                    | Jurong                                     | Cải biến từ giàn khoan DB-100                                                               |
| Kristin FPU           | Kristin                                       | Norwegian Sea       | 320        | 56,600       | Statoil                   | 2005    | GVA                         | Samsung, S. Korea                          |                                                                                             |
| Atlantis PQ           | Atlantis Oil Field                            | Gulf of Mexico      | 2,156      | 89,000       | BP                        | 2006    | GVA                         | DSME, S.Korea                              |                                                                                             |
| ATP Innovator         | Gomez Oil Field                               | Gulf of Mexico      | 914        | 46,160       | ATP                       | 2006    | Levingston                  | Levingston                                 | Cải biến từ giàn bán tiềm thủy Rowan Midland                                                |
| Independence Hub      | 10 fields                                     | Gulf of Mexico      | 2,015      | 46,160       | Anadarko                  | 2007    | SBM Atlantia                | Jurong Shipyard                            |                                                                                             |
| P-52                  | Roncador                                      | Brazil              | 1,795      | 80,201       | Petrobras                 | 2007    | GustoMSC                    | Keppel FELS                                | Aker DDS design                                                                             |
| Thunder Horse PDQ     | Thunder Horse Oil Field                       | Gulf of Mexico      | 1,849      | 130,000      | BP                        | 2008    | GVA                         | DSME, S.Korea                              | Mẫu GVA40000, giàn bán tiềm thủy lớn nhất                                                   |
| Blind Faith           | Blind Faith                                   | Gulf of Mexico      | 1,980      | 40,000       | ChevronTexaco             | 2008    | Aker                        | Aker Verdal                                | Mẫu Aker DDS                                                                                |
| Northern Producer FPF | was at Galley Oil Field now atDon Oil Field   | UK North Sea        | 350        | 0,000        | Petrofac                  | 2009    | Granhearne                  | McNulty, Newcastle                         | Tái sử dụng từ Emerald Producer FPU, cải biến từ tàu nguyên thủy Aker H-3 Alibaba năm 1989. |
| Thunder Hawk          | Thunder Hawk                                  | Gulf of Mexico      | 1740       | 42.000       | Murphy                    | 2009    | SBM Atlantia                | Dyna-Mac Engineering Services Pte Ltd      |                                                                                             |
| Gjøa                  | Gjøa Oil Field                                | Norwegian Sea       | 360        | 58.400       | Statoil                   | 2010    | Aker                        | Samsung, S. Korea                          | Do Gas de France vận hành                                                                   |
| P-56                  | Marlim Sul                                    | Brazil              | 1,700      | 50,000       | Petrobras                 | 2010    | Aker                        | Keppel FELS                                | Bản sao của giàn P-51. Mẫu Aker DDS được xây dựng ở Brazil.                                 |
| Gumusut Kakap         | Pisigan, Malilai, Ubah                        | Malaysia            | 1.220      | 40.000       | Shell                     | 2011    | MMHE, Malaysia              | MMHE, Malaysia                             | Giàn khai thác bán tiềm thủy đầu tiên ở Malaysia                                            |
| P-55                  | Roncador                                      | Brazil              | 1.707      | 50.000       | Petrobras                 | 2012    | Aker                        | Atlantico Consortium                       | Được xây dựng ở Brazil.                                                                     |